# Ordet (azienda)
Ordet (株式会社Ordet (オース),?, Kabushiki-gaisha Ōsu) è uno studio di animazione giapponese, fondato da Yutaka Yamamoto nell'agosto 2007 in seguito al suo licenziamento da parte di Kyoto Animation. Altri membri di KyoAni si sono poi uniti in seguito a Ordet.

## Produzioni
| Titolo                                                          | Tipo     | Anno |
| --------------------------------------------------------------- | -------- | ---- |
| Kannagi (in collaborazione con A-1 Pictures)                    | Serie TV | 2008 |
| Tonari no 801-chan R (in collaborazione con A-1 Pictures)       | OAV      | 2009 |
| Black Rock Shooter                                              | OAV      | 2010 |
| Fractale (co-prodotto con A-1 Pictures)                         | Serie TV | 2011 |
| Black Rock Shooter (co-prodotto con Sanzigen)                   | Serie TV | 2012 |
| Blossom                                                         | ONA      | 2012 |
| Senyu                                                           | Serie TV | 2013 |
| Miyakawa-ke no Kūfuku                                           | ONA      | 2013 |
| Senyu 2                                                         | Serie TV | 2013 |
| Wake Up, Girls! - Seven Idols (co-prodotto con Tatsunoko)       | Film     | 2014 |
| Wake Up, Girls! (co-prodotto con Tatsunoko)                     | Serie TV | 2014 |
| Wake Up, Girls! Seishun no Kage (co-prodotto con Millepensee)   | Film     | 2015 |
| Wake Up, Girls! Beyond the Bottom (co-prodotto con Millepensee) | Film     | 2015 |